# George and Leo
George and Leo est une série télévisée de sitcom américaine en vingt-deux épisodes de 22 minutes, diffusés entre le 15 septembre 1997 et le 16 mars 1998 sur CBS.

## Fiche technique
Sauf indication contraire, les informations mentionnées dans cette section peuvent être confirmées par la base de données cinématographiques IMDb,  présente dans la section « Liens externes ».
- Titre original : George and Leo
- Réalisation : Michael Lessac, Pamela Fryman, James Burrows, Philip Charles MacKenzie, Brian K. Roberts et Peter Baldwin
- Scénario : Dan Staley, Rob Long, Aaron Shure, Reid Harrison, Bob Sand, Tom Anderson, Howard Margulies, Betsy Borns, Phil Baker, Drew Vaupen et Larry Balmagia
- Photographie : George La Fountaine Sr. et Ken Lamkin
- Musique : Christophe Beck
- Casting : Susan Vash et Emily Deshotel
- Montage : Robert Souders et Peter Chakos
- Décors : Rusty Lipscomb
- Costumes : Simon Tuke
- Production : Stephen C. Grossman et Tim Berry
  - Producteur associé : Mark Petulla
  - Producteur délégué : Rob Long et Dan Staley
  - Coproducteur : David Menteer, Reid Harrison et Leslie Caveny
  - Producteur codélégué : Tom Anderson
  - Producteur consultant : Bob Sand et Betsy Borns
- Sociétés de production : Staley-Long Productions et Paramount Television Studios
- Société de distribution : CBC Television
- Chaîne d'origine : CBS
- Pays d'origine :  États-Unis
- Langue originale : anglais
- Genre : Sitcom
- Durée : 22 minutes

## Distribution

### Acteurs principaux
- Bob Newhart : George Stoody
- Judd Hirsch : Leo Wagonman
- Jason Bateman : Ted Stoody
- Darryl Theirse : Ambrose
- Robyn Lively : Casey Wagonman

### Acteurs réguliers et invités
- Paul Wilson : Député Zajac
- Julia Sweeney : Alice
- Alexondra Lee : Margie
- Dave Coulier : Père Rick
- Jason Beghe : Ron
- Veronica Cartwright : Anna
- Dick Martin : le docteur de George
- Judy Geeson : Tasha
- Larry Miller : Lloyd
- Alan Wilder (en) : Tom
- Dabbs Greer : Oncle Dick
- Valerie Mahaffey : Martha
- Matt Battaglia : Steve
- Nora Dunn : Dean Shirley Martin
- Billie Bird
- Peter Bonerz : Dr Robins
- Jane Carr
- Jeff Conaway
- Pat Crawford Brown
- Bill Daily : le pilote
- Angie Dickinson : Sheila Smith
- Bodhi Elfman : Bellboy
- John Fielder : John
- Harry Groener
- Marilu Henner
- Jim Hudson
- Richard Karron : le chef au grand cœur
- Christel Khalil
- Nick Kiriazis
- Nancy Lenehan : Mimi
- Barney Martin : le martien
- Charles Napier : Dutch
- Angela Paton : Mme Johnson
- Tom Poston : un policier
- Jack Riley
- Cristine Rose : Ronnie
- William Sanderson
- Peter Scolari : Dr Michael Harris
- Marcia Wallace : Marcia
- Audrey Wasilewski : la femme enceinte
- John Capodice : Arturo
- Maree Cheatham : Lorna
- Joanna Gleason : l'enseignante
- Robert Goulet : lui-même
- Kim Morgan Greene
- Lyn Alicia Henderson
- Dinah Manoff : Mary
- Harve Presnell
- Daniel Roebuck : Danny
- Harry Shearer
- Travis Wester : Richard

## Épisodes
1. Pilot
2. The Wedding
3. The Bribe
4. The Baby-Care Class
5. The Job
6. The Review
7. The Halloween Show
8. The Cameo Show
9. The Housekeeper
10. The Witness
11. The Thanksgiving Show
12. The Smokers
13. The Eggnog
14. The Other Bookstore
15. The Nine Wives of Leo Wagonman
16. The Teacher
17. The Poker Game
18. The Gift
19. The Nanny
20. The Massage: Part 1
21. The Massage: Part 2
22. The Bongos